# Tampico (película de 1972)
Tampico es una película mexicana de 1972 dirigida por Arturo Martínez y protagonizada por el actor mexicano Julio Alemán

## Sinopsis
El doctor Luis es padre de un niño. Angustiado por la muerte de su esposa, el alcoholismo se ha vuelto un problema en su vida. Cuando finalmente conoce una enfermera y se enamora de ella, aparece en escena Natalia, la hermana de su difunta mujer, pidiéndole que se case con ella para criar al chico los dos juntos.

## Reparto
- Julio Alemán - Doctor Luis Rico
- Norma Lazareno - María
- Anel - Natalia Martínez López
- Jose Manuel Bravo - Luisito